# Michael Wright (baloncestista)
Michael Wright  (conocido también por su nombre turco Ali Karadeniz, Chicago, Illinois, 7 de enero de 1980 - Brooklyn, Nueva York, 10 de noviembre de 2015) fue un baloncestista estadounidense, nacionalizado turco. Con 2,03 de estatura, su puesto natural en la cancha era el de alero.

## Carrera

### Universitario
Egresado de la Farragut Academy -donde fue compañero de Kevin Garnett-, fue reclutado en 1998 por la Universidad de Arizona. Jugó 99 partidos en tres temporadas con los Wildcats, promediando 15,1 puntos y 8,4 rebotes por encuentro. En 2018 su nombre sería incluido en el Salón de Honor de la Pacific 12 Conference.

### Profesionalismo
Fue elegido en la segunda ronda del Draft de la NBA de 2001 por los New York Knicks, pero nunca llegó a debutar con el equipo. 
En su lugar desarrolló una carrera como jugador extranjero entre Europa y Asia.
Su primer destino fue el Śląsk Wrocław de la Polska Liga Koszykówki. Terminó la temporada con su equipo conquistando el título local y él siendo destacado como el MVP de las finales. Su éxito en Polonia le permitió proyectarse hacia el resto del continente, por lo que en los años siguientes jugaría en España, Israel y Alemania.
En septiembre de 2005 se unió al Besiktas, arribando de ese modo por primera vez a Turquía, país que lo acogería con mucho entusiasmo.
Pasó brevemente por Corea del Sur en 2006, pero regresó a Europa para fichar con el EB Pau Orthez. Aunque inicialmente sólo estaría dos semanas, permaneció hasta el final de la temporada, actuando tanto en el campeonato local como en la Euroliga.
Entre 2007 y 2014 jugaría en clubes de la Polska Liga Koszykówki y la Turkiye 1. En 2010 adquirió la nacionalidad turca, adoptando el nombre de Ali Karadeniz. Ello le permitió dejar de ocupar plaza de extranjero en ese país.
Su última experiencia como profesional fueron las dos semanas de febrero de 2015 en las que jugó para el Cholet Basket de la máxima categoría del baloncesto francés.

### Selección nacional
Wright representó a su país en el Campeonato FIBA Américas Junior de 1998 -donde conquistaron el título- y en el Campeonato Mundial de Baloncesto Sub-19 de 1999 -donde los estadounidenses terminaron como subcampeones-.

## Asesinato
Murió el 10 de noviembre de 2015 como víctima de un homicidio en Brooklyn, Nueva York. Wright conocía a los dos hombres que acabaron con su vida.